# Элк-Маунтин (Вайоминг)
Элк-Маунтин (англ. Elk Mountain, Wyoming) — город, расположенный в округе Карбон (штат Вайоминг, США) с населением в 192 человека по статистическим данным переписи 2000 года.

## География
По данным Бюро переписи населения США город Элк-Маунтин имеет общую площадь в 0,78 квадратных километров, водных ресурсов в черте населённого пункта не имеется.
Город Элк-Маунтин расположен на высоте 2214 метров над уровнем моря.

## Демография
По данным переписи населения 2000 года в Элк-Маунтин проживало 192 человека, 52 семьи, насчитывалось 74 домашних хозяйств и 116 жилых домов. Средняя плотность населения составляла около 261 человека на один квадратный километр. Расовый состав Элк-Маунтин по данным переписи распределился следующим образом: 95,83 % белых, 1,04 % — коренных американцев, 1,04 % — представителей смешанных рас, 2,08 % — других народностей. Испаноговорящие составили 5,21 % от всех жителей города.
Из 74 домашних хозяйств в 35,1 % — воспитывали детей в возрасте до 18 лет, 63,5 % представляли собой совместно проживающие супружеские пары, в 5,4 % семей женщины проживали без мужей, 29,7 % не имели семей. 28,4 % от общего числа семей на момент переписи жили самостоятельно, при этом 14,9 % составили одинокие пожилые люди в возрасте 65 лет и старше. Средний размер домашнего хозяйства составил 2,59 человек, а средний размер семьи — 3,17 человек.
Население города по возрастному диапазону по данным переписи 2000 года распределилось следующим образом: 30,2 % — жители младше 18 лет, 4,2 % — между 18 и 24 годами, 26,0 % — от 25 до 44 лет, 25,5 % — от 45 до 64 лет и 14,1 % — в возрасте 65 лет и старше. Средний возраст жителей составил 36 лет. На каждые 100 женщин в Элк-Маунтин приходилось 120,7 мужчин, при этом на каждые сто женщин 18 лет и старше приходилось 106,2 мужчин также старше 18 лет.
Средний доход на одно домашнее хозяйство в городе составил 40 313 долларов США, а средний доход на одну семью — 46 042 доллара. При этом мужчины имели средний доход в 27 500 долларов США в год против 23 125 долларов среднегодового дохода у женщин. Доход на душу населения в городе составил 14 463 доллара в год. Все семьи Элк-Маунтин имели доход, превышающий уровень бедности, 4,3 % от всей численности населения находилось на момент переписи населения за чертой бедности.